# Chiesa di Sant'Antonio Abate (Setteville)
La chiesa di Sant'Antonio Abate è la parrocchiale di Alano di Piave, nel comune di Setteville, in provincia di Belluno e diocesi di Padova; fa parte del vicariato di Quero-Valdobbiadene.

## Storia
Una comunità cristiana ad Alano di Piave era presente già nell'Alto Medioevo.
Nella decima papale del 1297 è menzionata una chiesa ad Alano dedicata a San Pietro, che era filiale della pieve di Quero.
All'inizio del XVI secolo la parrocchialità venne trasferita nella chiesa di Sant'Antonio Abate, più comoda da raggiungere per i fedeli.
La prima pietra dell'attuale chiesa fu posta nel 1760; i lavori terminarono nel 1778 e la consacrazione venne impartita nel 1792 dal vescovo di Padova Nicolò Antonio Giustinian.
Il campanile fu iniziato nel 1888 e concluso nel 1917, in piena prima guerra mondiale; durante il conflitto la chiesa venne gravemente danneggiata e nel 1919 partirono i lavori di ripristino.
Nel 1928 fu rifatto in pietra il pavimento, che andò a sostituire quello precedente in mattonelle.
Nel 1938 crollò una parte del soffitto che venne subito risanata e nel 1996 la chiesa venne ritinteggiata.

## Descrizione

### Esterno
La facciata della chiesa è tripartita da quattro lesene che sorreggono il timpano al centro del quale s'apre un rosone a forma di stella e presenta due nicchie contenenti le statue di san Pietro Apostolo e della Beata Vergine Addolorata.

### Interno
Opere di pregio conservate all'interno della chiesa sono la pala raffigurante la Madonna con Gesù bambino in gloria tra i santi Girolamo, Caterina d'Alessandria ed Antonio abate, dipinto di scuola veneta risalente al XVIII secolo, l'altar maggiore, la statua in marmo con soggetto sant'Antonio di Padova con in braccio Gesù Bambino, scolpita nel XVII secolo da Gabriele Brunelli, e la statuetta in legno di un angelo orante.